# Adada
Adada (łac. Dioecesis Adadensis) – stolica historycznej diecezji w Cesarstwie Rzymskim (prowincja Pizydia), współcześnie w Turcji. Od 1922 katolickie biskupstwo tytularne (wakujące od 1977).

## Biskupi tytularni
| Lp. | Biskup                   | Funkcja                                  | Od                | Do                |
| --- | ------------------------ | ---------------------------------------- | ----------------- | ----------------- |
| 1   | James Downey CM          | biskup koadiutor Ossory (Irlandia)       | 8 sierpnia 1922   | 6 kwietnia 1927   |
| 2   | Alessandro Guidati       | wikariusz apostolski Salonik (Grecja)    | 30 kwietnia 1927  | 15 lipca 1929     |
| 3   | Iwan Latyszewski         | eparcha pomocniczy stanisławowski (ZSRR) | 24 listopada 1929 | 27 listopada 1957 |
| 4   | André Pailler            | biskup pomocniczy Rouen (Francja)        | 7 kwietnia 1960   | 19 maja 1964      |
| 5   | Conrad Dubbelman OPraem. | emerytowany biskup Jabalpur (Indie)      | 17 grudnia 1965   | 20 grudnia 1977   |